# Vechtdalmarathon 2-daagse

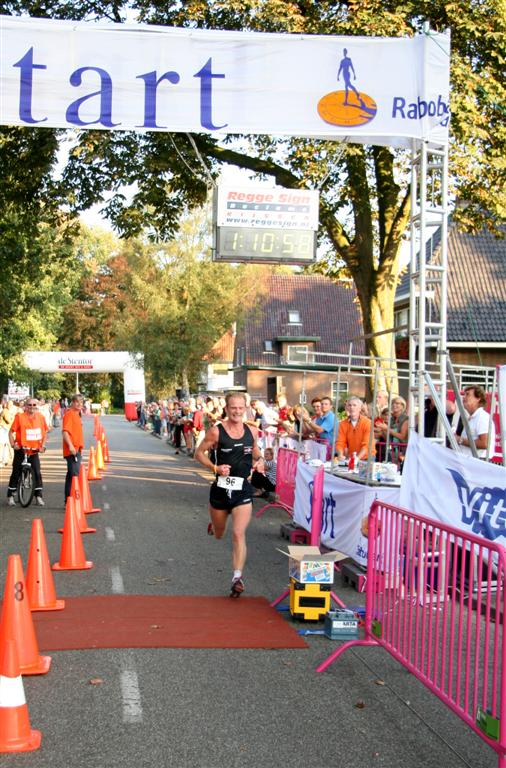
De finish van de halve marathon

De Rabo Vechtdalmarathon 2-daagse is een atletiekwedstrijd die voor het laatst in 2008 werd gehouden rond de stad Ommen in het dal van de Overijsselse Vecht. In Nederland was dit het enige evenement waarbij in twee dagen over drie afstanden de afstand van een marathon gelopen werd. Deze meerdaagse wedstrijd werd op de laatste zaterdag van september en de hierop volgende zondag gelopen.
De wedstrijd bestond uit een halve marathon, de Brooks Besthemenerbergcross en de Palazzoloop. Start en finish waren op de Zeesserweg aan de oever van de Overijsselse rivier de Vecht. Dit met uitzondering van de Besthmenerbergcross, die op de Besthmenerberg startte. Bij de eerste Vechtdalmarathon 2-daagse in 2006 kwamen er ruim 750 deelnemers aan de start.
Aan de tweede editie (2007) deden zo'n 1200 deelnemers (hardlopers en wandelaars)mee, met hierbij de primeur voor de provincie Overijssel: de eerste Ladiesrun in deze provincie. Aan deze hardloopwedstrijd alleen voor dames deden 151 vrouwen mee.